# Andrzej Lipski (biskup)

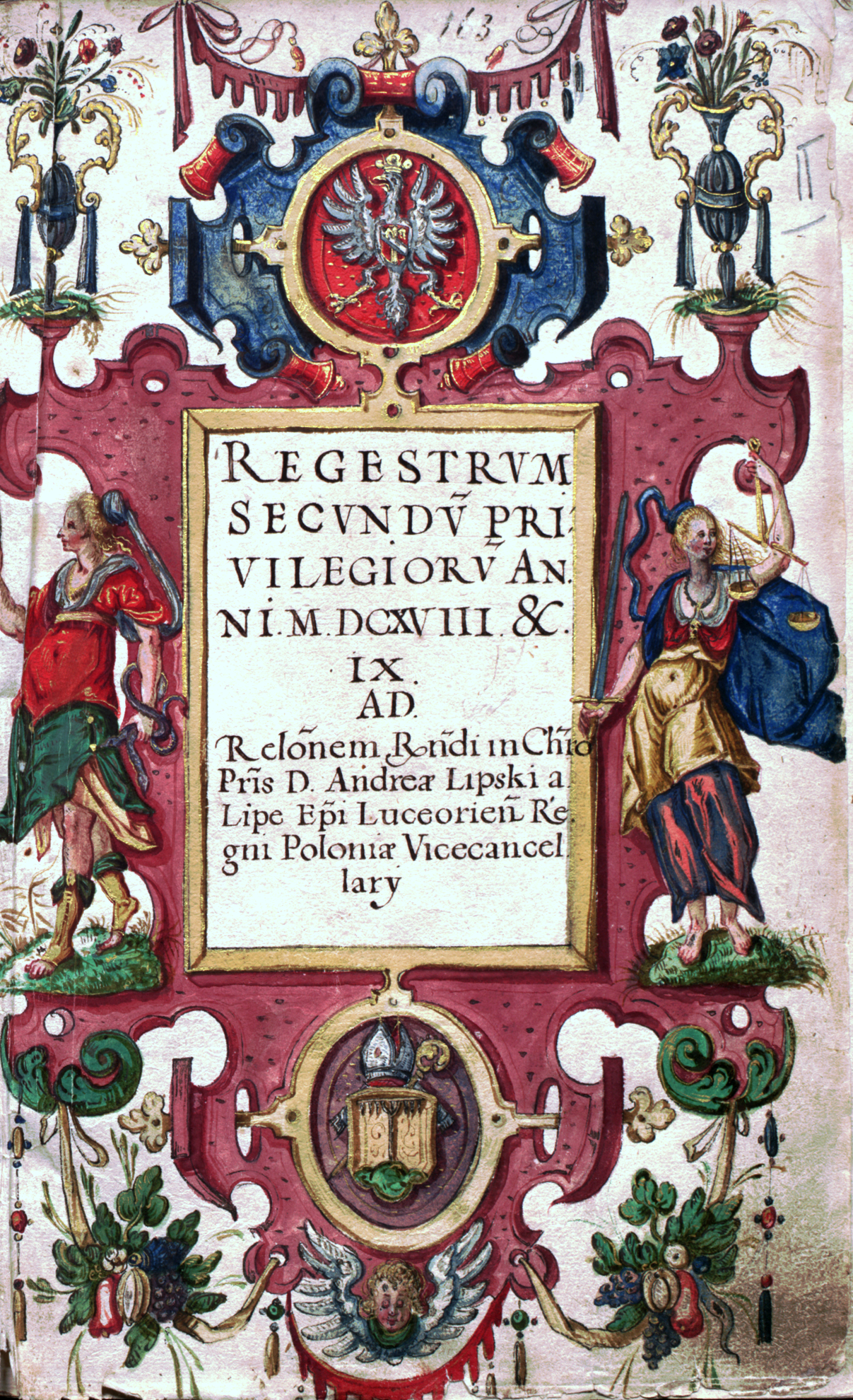
Księga wpisów Metryki Koronnej za podkanclerstwa Andrzeja Lipskiego z lat 1618-1619

Andrzej Lipski herbu Grabie, (ur. 1572 w Ruskim Rzeplinie koło Lubaczowa, zm. 4 września 1631 w Krakowie) – biskup łucki (1617), włocławski (1623) i krakowski (od 2 grudnia 1630), podkanclerzy koronny od 1618, kanclerz wielki koronny w latach 1620-1625, scholastyk płocki, kanonik płockiej kapituły katedralnej, kanonik krakowski i sandomierski, administrator diecezji krakowskiej w 1616 roku, sekretarz królewski w latach 1599-1616, pisarz kancelarii mniejszej koronnej w latach 1595-1599, prawnik i historyk, kanclerz królowej Konstancji Habsburżanki.

## Życiorys
Ojciec Jan herbu Grabie, wyznania ewangelickiego, matka Regina z Siemiakowskich. Wychowany w rodzinie ewangelicko-reformowanej. Po naukach odebranych w Polsce udał się za granicę. Wyższe studia prawnicze rozpoczął w różnowierczej Akademii w Strasburgu (później studiował też w Heidelbergu), gdzie w roku 1592 wystąpił z obroną pewnej tezy prawniczej. Zaraz potem przeszedł na katolicyzm. Latem roku 1596, przy poparciu P. Tylickiego otrzymał stanowisko pisarza kancelarii królewskiej oraz asesora sądów królewskich. W 1599 przyjął święcenia kapłańskie. Jako sekretarz królewski (od 1601), był posłem na sejm Rzeszy w Ratyzbonie i pełnił różne funkcje dyplomatyczne. W roku 1602 wyjechał do Rzymu, gdzie 14 kwietnia 1605 otrzymał doktorat prawa rzymskiego i kanonicznego oraz zapoczątkował swe prace dziejopisarskie. Po powrocie do Polski był kustoszem gnieźnieńskim i płockim, kanonikiem i scholastykiem krakowskim, w 1617 biskupem łuckim, w 1618 podkanclerzym, w 1620 (po śmierci Stanisława Żółkiewskiego) kanclerzem koronnym, w 1623 przeniesiony na biskupstwo kujawskie, w 1630 otrzymał biskupstwo krakowskie.
W 1620 nabył Chocz, z którego następnie usunął dysydentów (braci czeskich) i w którym ufundował klasztor reformatów oraz kolegiatę. Autor podręczników i ksiąg prawniczych oraz historii panowania Zygmunta III Wazy. Fundator klasztoru OO Reformatów we Włocławku. Ingres do katedry wawelskiej odbył 28 kwietnia 1631. Sprzyjał jezuitom w sporach przeciwko Akademii Krakowskiej. W katedrze wawelskiej przebudował kaplicę pw. św. Macieja i Mateusza (dziś zwaną kaplicą Lipskich), w której został pochowany po śmierci 4 września 1631 roku.

## Twórczość

### Ważniejsze utwory
- Disputatio de defensione contra vim et iniuriam... sub praesidio Dionisii Gothofredi, Strasburg 1592, drukarnia J. Martinus
- Practicarum observationum ex iure civili et saxonico... centuria prima, Ryga 1602, drukarnia M. Molinus[6]; także Practicarum observationum ex iure civili et saxonico... centuria secunda, Kraków 1619, drukarnia F. Cezary[7]; wyd. następne: Kraków 1620 (tylko centuria prima); Poznań 1626; Praga 1627 (wg Estreichera edycja wątpliwa); Gdańsk 1627 (2 edycje); Gdańsk 1648
- De rebus gestis... Sigismundi III... brevis narratio, Rzym 1605, drukarnia A. Zannetti; przekł. polski: I. Polkowski "Nieznane dzieło A. Lipskiego, biskupa krakowskiego, o pierwszych latach panowania Zygmunta III", Dziennik Poznański 1868, nr 253-254
- Decas quaestionum publicarum Regni, Kraków 1616, drukarnia F. Cezary[8]; wyd. następne: Poznań 1626; Kraków 1632 (włączone również do zbioru M. Stephanidesa Opuscula tam ecclesiastici quam equestris ordinis); Gdańsk 1646; Gdańsk 1647
- Przemowa... do stanów koronnych... nad Composicyą w Warszawie roku pańskiego 1607, dodane do Decas quaestionum publicarum Regni, Kraków 1616, drukarnia F. Cezary

### Listy
- Do kapituły łuckiej, dat. 16 lutego 1624 w Warszawie, wyd. T. Wierzbowski Materiały do dziejów piśmiennictwa polskiego, t. 2, Warszawa 1904, s. 54